# سوروچ
سوروچ (به ترکی استانبولی: Suruç) به کردی پرسوس persos یکی از شهرهای کردنشین ترکیه در استان شانلی‌اورفه است. این شهر در نزدیکی نقطهٔ صفر مرزی ترکیه با کردستان سوریه قرار دارد.
شهر کردنشین سوروچ (به کردی پرسوس)، در فاصلهٔ ۱۵ کیلومتری مرز سوریه و ۱۷ کیلومتری کوبانی واقع شده‌است.
نام این شهر پس از آنکه در اواخر تیرماه سال ۱۳۹۴ ه‍.ش در آن از سوی یک عضو داعش یک عملیات انتحاری انجام گرفت، بر سر زبان‌ها افتاد که طی آن بیش از ۳۰ نفر کشته و بیش از ۱۰۰ نفر دیگر زخمی شدند.